# Bustul lui Traian Demetrescu din București
Bustul lui Traian Demetrescu este opera sculptorului român Filip Marin (1865 - 1928).
Monumentul a fost realizat din marmură de Carrara și a fost dezvelit la 11 iunie 1905 în Grădina Ateneului, iar în 1939 a fost mutat în Parcul Cișmigiu. Soclul înalt din marmură are reprezentată în partea stângă o fată care își ține cu mâna stângă poala rochiei plină cu flori, iar cu mâna dreaptă oferă un buchet poetului. La partea inferioară a soclului se găsește un mănunchi de lauri peste care e așezată o liră încojurată de o eșarfă purtând numele celor mai semnificative opere ale scriitorului. Pe soclu este următoarea inscripție:
| LVI TRAIAN DEMETRESCV 1866 - 1896 ADMIRATORII SĚI |

Traian Demetrescu, cu pseudonimul literar Tradem, (3 noiembrie 1866 - 17 aprilie 1896) a fost un poet pre-simbolist minor, considerat de critici un epigon al lui Mihai Eminescu. A scris versuri încă de când era elev, debutând în anul 1883 în revista „Literatorul”, editată de Alexandru Macedonski. A citit poezii la cenaclul lui Titu Maiorescu și a publicat în revista „Convorbiri literare”. A recunoscut printre primii valoarea lui Mihai Eminescu. După anul 1890 s-a stabilit la București unde, bolnav de tuberculoză, moare la nici 30 de ani.
Lucrarea este înscrisă în Lista monumentelor istorice 2010 - Municipiul București - la nr. crt. 2365, cod LMI B-III-m-B-20046.
Monumentul este situat în Grădina Cișmigiu, pe Bulevardul Schitu Măgureanu nr. 37, sector 1.